# 杉山武史
杉山 武史（すぎやま たけし、1956年12月29日 - ）は、日本の技術者、実業家。三菱電機株式会社特別顧問。

## 来歴
岐阜県各務原市出身。岐阜県立岐阜高等学校を経て、1979年名古屋大学工学部卒業。同年三菱電機入社、姫路製作所配属。以降様々な分野を担当し、モバイルターミナル製作所長、生産技術部長、中津川製作所長、リビング・デジタルメディア事業本部副事業本部長等を経て、2014年常務執行役リビング・デジタルメディア事業担当に昇格。2016年専務執行役リビング・デジタルメディア事業担当。2017年代表執行役副社長リビング・デジタルメディア事業担当。2018年から取締役代表執行役社長 を務め、縦割の強い三菱電機の各事業間の連携によるシナジー創出などにあたった。
2021年に不正検査が発覚したことで代表執行役社長を引責辞任し、特別顧問となる。

## 人物
- 社内では親しみやすい人物と評される[8]。
- 社長指名時には「うれしくなくてのどが詰まる感じがした」という[8]。
- 妻との間に息子が3人いる[8]。三男は2023年1月に強盗事件で逮捕された[10]。